# Rick Ross
William Leonard Roberts, eller Rick Ross som är hans artistnamn (alternativt skrivet Rick Ro$$), född 28 januari 1976 i Clarksdale, Mississippi, är en amerikansk rappare. Han släppte sina första två studioalbum genom skivbolaget Slip-N-Slide, som distribueras genom Def Jam Recordings. Rick Ross debutalbum, Port of Miami, släpptes den 8 augusti 2006, med "Hustlin" som huvudsingel. Ross har nämnt Ice Cube, The Notorious B.I.G., JT Money, 2Pac och Trick Daddy som sina främsta inspirationskällor. Den 11 mars 2008 släpptes hans andra studioalbum, Trilla.
Rick Ross har grundat sitt eget skivbolag Maybach Music Group.

## Namnet Rick Ross
Mellan 2010 och 2013 blev Ross stämd av den forne knarkkungen Ricky Ross, för att Rick Ross ska ha tagit sitt artistnamn från honom, i flera domstolsinstanser men förlorade. Den sista domstolsinstansen avfärdade stämningen med att hänvisa till det första författningstillägget till Amerikas förenta staters konstitution.

## Diskografi

### Album
- 2006 - Port of Miami
- 2008 - Trilla
- 2009 - Deeper Than Rap
- 2010 - Teflon Don
- 2011 - God Forgives, I Don't
- 2014 - Mastermind
- 2014 - Hood Billionare
- 2015 - Black Market
- 2017 - Rather You Than Me
- 2019 - Port of Miami 2: Born to Kill
- 2021 - Richer Than I Ever Been

### Samlingsalbum
- 2007 - Rise to Power

### Samarbetsalbum
- 2009 - Custom Cars & Cycles (med Triple C's)
- 2011 - Self Made Vol. 1 (med Maybach Music Group)
- 2012 - Self Made Vol. 2 (med Maybach Music Group)
- 2013 - Self Made Vol. 3[3] (med Maybach Music Group)
- 2017 - Self Made 4 (Kommande album)

## Singlar
|      | Låt                                                    |
| ---- | ------------------------------------------------------ |
| 2006 | Cross That Line (Feat. Akon)                           |
| 2008 | Speedin' (Feat. R. Kelly)                              |
|      | The Boss (Feat. T-Pain)                                |
|      | Here I Am (Feat. Avery Storm & Nelly)                  |
| 2009 | Magnificent (Feat. John Legend)                        |
|      | Mafia Music                                            |
|      | All I Really Want (Feat. The-Dream)                    |
|      | Maybach Music 2 (Feat. Kanye West, T-Pain & Lil Wayne) |
| 2010 | Aston Martin Music (Feat. Chrisette Michele & Drake)   |
|      | Super High (Feat. Ne-Yo)                               |
|      | B.M.F. (Blowin' Money Fast) (Feat. Styles P)           |
|      | Live Fast, Die Young (Feat. Kanye West)                |
| 2011 | Play Your Part (Feat. Wale, Meek Mill & D.A.)          |
|      | Made Men (Feat. Drake)                                 |
|      | The Transporter                                        |
|      | Ashes To Ashes (Feat. Kevin Cossom)                    |
| 2012 | Think Like A Man (Feat. Jennifer Hudson & Ne-Yo)       |